# Johnny Messner
Johnny Messner (ur. 11 kwietnia 1970 w Syracuse) – amerykański aktor charakterystyczny, występował w głównej roli w filmie Anakondy: Polowanie na krwawą orchideę (2004).

## Życiorys

### Wczesne lata
Urodził się w Syracuse w stanie Nowy Jork. Wychowywał się w Newburyport w Massachusetts. Mieszkał także z rodziną przez trzynaście lat w Europie, gdy jego ojciec służył w Siłach Zbrojnych Stanów Zjednoczonych. Ma brata i siostrę. Po ukończeniu szkoły średniej studiował komunikację w college’u w San Diego.
Przez lata pracował jako barman. Został aktorem, choć snuł plany o zawodzie sprawozdawcy sportowego, ponieważ ze sportem wiązały się jego zainteresowania. Spędził rok jako osobisty asystent producenta filmowego Andrew Stevensa.

### Kariera
Jego debiutem była rola Roba Layne’a w operze mydlanej Guiding Light (1998), nadawanej w amerykańskiej telewizji od roku 1952. Messner ma spore doświadczenie serialowe; występował w chętnie oglądanych tasiemcach, takich jak: Anioł ciemności (Angel, 1999), CSI: Kryminalne zagadki Las Vegas (CSI: Crime Scene Investigation, 2000), Przyjaciele (Friends, 2001), Życie na fali (The O.C., 2005), a także w mało popularnym seryjnym kryminale FOX Instynkt mordercy (Killer Instinct, 2005-2006), w którym obsadzono go w głównej roli.
Najbardziej znane filmy z udziałem Messnera to Łzy słońca (Tears of the Sun, 2003), Osaczony (Hostage, 2005) i Jak ugryźć 10 milionów 2 (The Whole Ten Yards, 2004), w których zagrał epizodyczne role. W tych produkcjach towarzyszył Bruce’owi Willisowi. W dramacie Twój na zawsze (One Last Thing..., 2005) grał gwiazdora futbolu, Jasona O'Malleya.
Szczególnie pamiętną w karierze aktora pozostaje rola Billa Johnsona, byłego żołnierza sił specjalnych, w dreszczowca Anakondy: Polowanie na krwawą orchideę (Anacondas: The Hunt For The Blood Orchid, 2004). Po odegraniu postaci muskularnego komandosa Messner urósł do rangi symbolu seksu, strona internetowa CampBlood.org przyznała mu nawet tytuł „Horrorowego Przystojniaka Roku”.
Wystąpił w głównej roli byłego funkcjonariusza FBI Burke’a Wyatta w telewizyjnym filmie Krwawy ring (Ring of Death, 2008), na ekranie towarzysząc aktorowi Stacy'emu Keach. W thrillerze akcji Arena (2011) z Kellanem Lutzem i Samuelem L. Jacksonem w rolach głównych odegrał jednego z antagonistów, sadystycznego wojownika Kadena. Wystąpił następnie w horrorze Condemned (2015) jako Gault, miłośnik death metalu i praktyk BDSM, homoseksualista oraz neonazista. W filmach sensacyjnych Dobry, zły i martwy (4Got10, 2015) oraz Swap (lub WEAPONiZED, 2016) grał głównych bohaterów, detektywów. Ubiegał się o rolę Solid Snake’a w ekranizacji gry komputerowej Metal Gear Solid, która w kinach ma ukazać się w 2016 roku. Obecnie mieszka w Los Angeles w Kalifornii.

## Filmografia
- 2017: Jane the Virgin jako Chuck
- 2017: The Girl Who Invented Kissing jako Freddy
- 2016: Swap (także WEAPONiZED) jako detektyw Walker
- 2015: Condemned jako Gault
- 2015: Dobry, zły i martwy (4Got10) jako Brian Burns
- 2014: The Outsider jako Ricky
- 2014: Bez litości (The Equalizer) jako pracownik P&E
- 2013: Martwy policjant (Officer Down) jako McAlister
- 2012: Zabić, by przetrwać (Kill' em All) jako Gabriel
- 2012: She Wants Me jako John
- 2012: Caught on Tape jako Tito
- 2011: Arena jako Kaden
- 2010: G.I. Joe: Renegaci (G.I. Joe: Renegades) jako Flint/Dashiell Faireborn (serial TV)
- 2010: Gra pozorów (Dark Blue) jako Danny (serial TV)
- 2010: The Gates: Za bramą tajemnic (The Gates) jako Mark Woodbury (serial TV)
- 2010: Poznaj moją mamę (Meet My Mom) jako sierżant Vince Carerra
- 2010: Dowody zbrodni (Cold Case) jako agent FBI Ryan Cavanaugh (serial TV)
- 2010: Chuck jako Rafe Gruber (serial TV)
- 2009: Small Town Saturday Night jako Tommy Carson
- 2009: Wrong Turn at Tahoe jako Mickey
- 2009: CSI: Kryminalne zagadki Miami (CSI: Miami) jako Ken Vogel (serial TV)
- 2009: Corrado jako Corrado
- 2008: Nieustraszony (Knight Rider) jako Sean Owens (serial TV)
- 2008: Krwawy ring (Ring of Death) jako Burke Wyatt
- 2008: Na samo dno (Loaded) jako Javon
- 2008: Cabrini Gardens jako Dave Harrison
- 2008: Prawo i porządek: Zbrodniczy zamiar (Law & Order: Special Victims Unit) jako Lowell Harris (serial TV)
- 2008: Remarkable Power jako Doug Wade
- 2008: The Art of Travel jako Christopher Loren
- 2008: Klub pokerowy (The Poker Club) jako Bill Doyle
- 2008: Under the Same Sky jako Brian
- 2007: Judy's Got a Gun jako Gavin Lynch
- 2007: Wyznawcy (Believers) jako David Vaughn
- 2007: Tożsamość szpiega (Burn Notice) jako Glenn Harrick (serial TV)
- 2006: Szampańskie życie (Bottoms Up) jako Tony, kierowca limuzyny
- 2006: Potęga strachu (Running Scared) jako Tommy „Tombs” Perello
- 2005: Twój na zawsze (One Last Thing...) jako Jason O’Malley
- 2005-2006: Instynkt mordercy (Killer Instinct) jako detektyw Graham Hale (serial TV)
- 2005: Życie na fali (The O.C.) jako Lance Baldwin (serial TV)
- 2005: Osaczony (Hostage) jako pan Jones
- 2004: Our Time Is Up jako playboy
- 2004: Anakondy: Polowanie na krwawą orchideę (Anacondas: The Hunt For The Blood Orchid) jako Bill Johnson
- 2004: Jak ugryźć 10 milionów 2 (The Whole Ten Yards) jako Zevo
- 2004: Spartan jako agent Grace
- 2003: Journey to Safety: Making Tears Of The Sun jako on sam
- 2003: Tarzan na Manhattanie (Tarzan) jako detektyw Michael Foster (serial TV)
- 2003: Finding Home jako Nick
- 2003: Łzy słońca (Tears Of The Sun) jako Kelly Lake
- 2002: Ostrożnie z dziewczynami (The Sweetest Thing) jako Todd
- 2001: Men, Women & Dogs jako Jim (serial TV)
- 2001: Przyjaciele (Friends) jako Kash Ford (serial TV)
- 2001: Nagi patrol (Son of the Beach) jako przystojny mężczyzna (serial TV)
- 2001: Danny (serial TV)
- 2000: Czarna komedia (Dancing In September) jako oficer Jenkins
- 2000-2011: CSI: Kryminalne zagadki Las Vegas (CSI: Crime Scene Investigation) jako Ted Sallanger/Frank Cafferty (serial TV)
- 1999: Anioł ciemności (Angel) jako Kevin (serial TV)
- 1999: Brutalne przebudzenie (Rude Awakening) (serial TV)
- 1999: Operacja Delta Force 4 (Operation Delta Force 4: Deep Fault) jako Vickers
- 1998: Guiding Light jako Rob Layne (serial TV)

## Nagrody i nominacje
| Rok  | Nagroda                                                       | Kategoria                                                  | Tytuł              | Inni wykonawcy | Rezultat  |
| ---- | ------------------------------------------------------------- | ---------------------------------------------------------- | ------------------ | --- | --------- |
| 2012 | Behind the Voice Actors Awards (BTVA Television Voice Acting) | Najlepszy casting aktorów głosowych w serialu telewizyjnym | G.I. Joe: Renegaci | Jason Marsden, Natalia Cigliuti, Nika Futterman, Kevin Michael Richardson, Matthew Yang King, Charlie Adler, Tatyana Yassukovich, Clancy Brown, Charlie Schlatter | Nominacja |